# Contea di Meigs (Tennessee)
La contea di Meigs in inglese Meigs County è una contea dello Stato del Tennessee, negli Stati Uniti. La popolazione al censimento del 2000 era di 11 086 abitanti. Il capoluogo di contea è Decatur.